# ماريو كيمبس
ماريو ألبرتو كيمبس (بالإسبانية: Mario Alberto Kempe)‏ من مواليد 15 يوليو 1954، لاعب كرة قدم أرجنتيني سابق، لقب بالماتادور، وقد فاز مع منتخب الأرجنتين لكرة القدم بكأس العالم لكرة القدم 1978، وكان هدافا لتلك البطولة برصيد 6 أهداف، لعب ماريو كيمبس مع منتخب الأرجنتين لكرة القدم 43 مباراة دولية وسجل فيها 20 هدف.

## مسيرتة الكروية

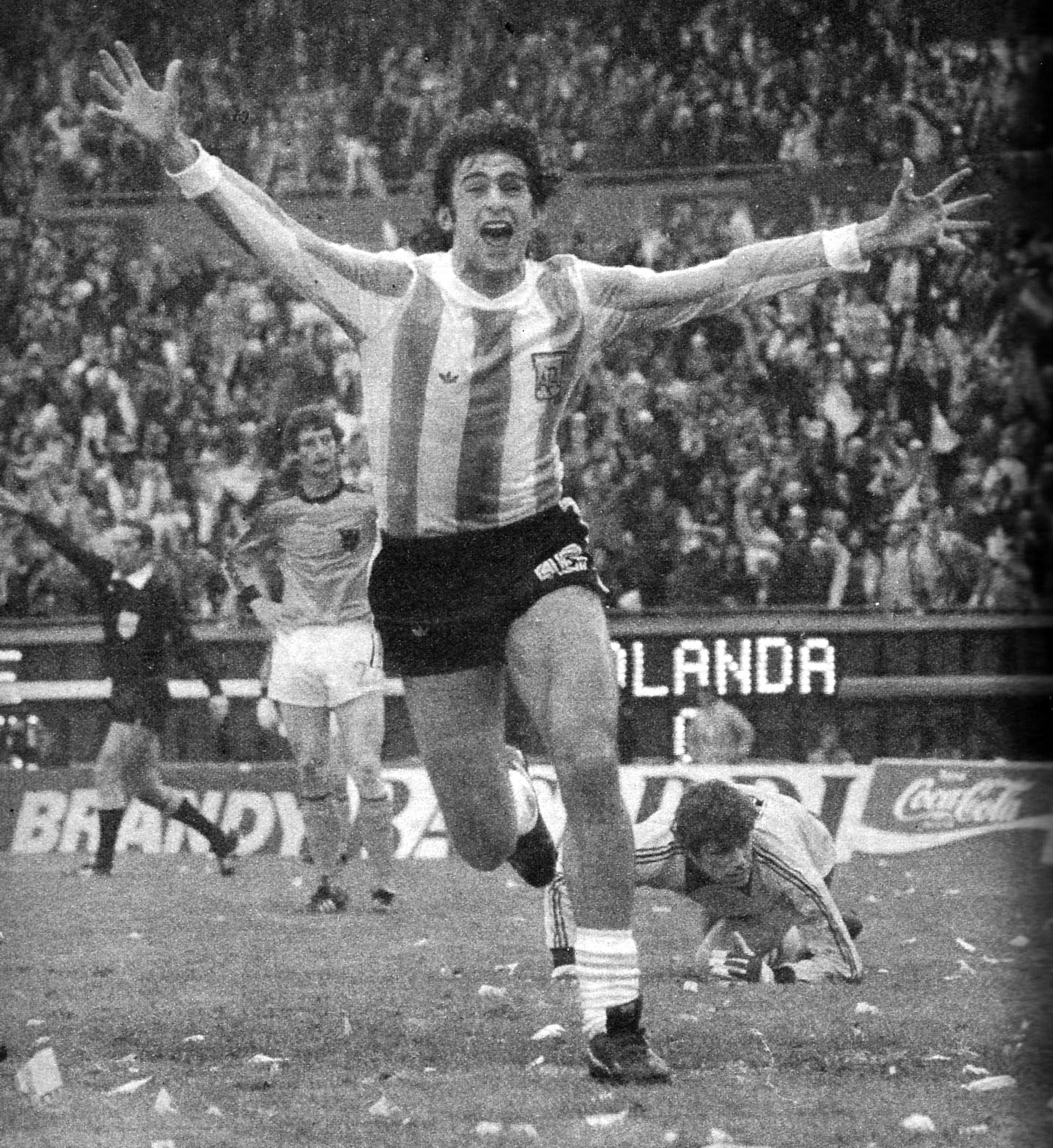
كيمبس يحتفل بهدفه ضد في نهائي كأس العالم 1978

بدأ مسيرته الكروية مع نادي إنستيتوتو في عام 1971، وفي عام 1973 انتقل إلى روزاريو سنترال، وفي عام 1976 انتقل إلى نادي فالنسيا الإسباني، وأصبح هدافا للدوري الإسباني مرتين، المرة الأولى كانت في موسم 1976/1977 برصيد 24 هدف، والمرة الثانية في موسم 1977/1978 برصيد 28 هدف، وفي موسم 1981/1982 انتقل إلى ريفر بليت، وعاد في عام 1982 إلى نادي فالنسيا مرة أخرى، وفي عام 1984 انتقل إلى نادي إيركوليس، وفي موسم 1986/1987 انتقل إلى فيرست فيينا، وفي عام 1987 لعب لنادي سانت بولتن، واستمر معهم حتى عام 1990، حيث انتقل إلى نادي كريمز، ولعب معهم حتى عام 1992، وبعدها ظل ثلاث سنوات بلا فريق، وفي عام 1995 عاد إلى ممارسة كرة القدم مع أرتورو فرنانديز فيال، وفي عام 1996 انتقل إلى نادي بليتا جايا، وبعدها اعتزل كرة القدم.

## مصدر
1. ↑  "One's Kompany: just where have all the player-managers gone?". فور فور تو. 22 مايو 2019. مؤرشف من الأصل في 2021-07-18. Mario Kempes - Pelita Jaya and KS Lushnja (1996) | In his early forties, Kempes chanced his arm as player-manager of Albanian side KS Lushnja. His time in the Balkans was short-lived before he endured a similar fate in Indonesia with Pelita Jaya
2. ↑  "Kempes manager profile". BDFutbol. مؤرشف من الأصل في 2021-11-02.
3. ↑  كيمبيس، فارس الأرجنتين الأول من الموقع الرسمي للفيفا باللغة العربية نسخة محفوظة 09 أبريل 2016 على موقع واي باك مشين.
4. ↑  إحصائيات رقمية عن كيمبس في بطولات وتصفيات كأس العالم من الموقع الرسمي للفيفا نسخة محفوظة 02 نوفمبر 2016 على موقع واي باك مشين.

## وصلات خارجية
- ماريو كيمبس على موقع الاتحاد الدولي (مؤرشف)  (الإنجليزية)
- ماريو كيمبس على موقع إي إس بي إن إف سي (الإنجليزية)
- ماريو كيمبس على موقع قاعدة بيانات كرة القدم.إي يو (الإنجليزية)
- ماريو كيمبس على موقع ليكيب (الفرنسية)
- ماريو كيمبس على موقع ناشيونال فوتبول تيمز (الإنجليزية)
- ماريو كيمبس على موقع عالم كرة القدم.نت (الإنجليزية)

- معلومات عن كيمبس

| سبقه غجيغوج لاتو | هداف كأس العالم 1978 | تبعه باولو روسي |